# Jenni Williams
Jenni Williams, född 1962 i Gwanda, är en zimbabwisk människorättsaktivist. 
Williams grundade Woza (Women of Zimbabwe Arise) som ett sätt att protestera mot Robert Mugabes regim. Organisationen protesterade genom fredliga demonstrationer som resulterade i att Williams blev arresterad 33 gånger av Mugabes regimtrogna. Amnesty International utsåg Williams till samvetsfånge 2003 och Human Rights Watch kritiserade Zimbabwe för att inte tillåta fredliga demonstrationer. Williams vittnade även om tortyr från flera av de tillfällen hon varit häktad. 
Williams har tilldelats ett antal priser för sitt arbete, International Women of Courage Award (2007), Robert F. Kennedy Human Rights Award (2009) och Ginetta Sagan Fund (2012).